# Adrian Durston
Peter Adrian Ronald Durston (Bridgend, 28 ottobre 1975) è un ex rugbista a 15 britannico, in carriera attivo nel ruolo di estremo e 2 volte internazionale per il Galles.

## Biografia
Adrian nasce Bridgend in Galles, cominciando a giocare per la squadra della sua città nel 1995. Durante le sette stagioni trascorse al Bridgend, nel 2001 viene selezionato in Nazionale per prendere parte al tour in Giappone; disputa entrambi i test match contro la Nazionale giapponese ed altri incontri no-cap, esordendo a livello internazionale il 10 giugno a Osaka, realizzando una meta.
Nel 2002 si accasa al Neath per una stagione, prima di passare agli Ospreys coi quali vinse la Celtic League 2004-05.
Nel 2005-06 disputa una stagione in Italia nel Viadana in Super 10; poi gioca in Francia all'Oyonnax e al Club sportif beaunois, dove termina la carriera da giocatore.

## Palmarès
- Celtic League: 1
Ospreys: 2004-05